# Буксируемое орудие

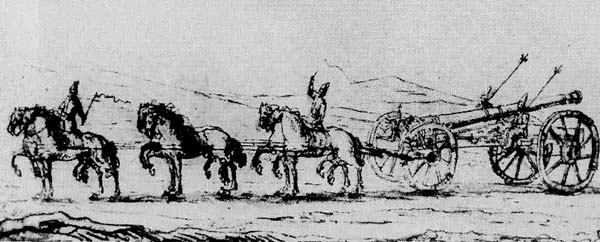
Пушка большого наряда (осадной артиллерии). Из альбома Э. Пальмквиста, 1674 год.

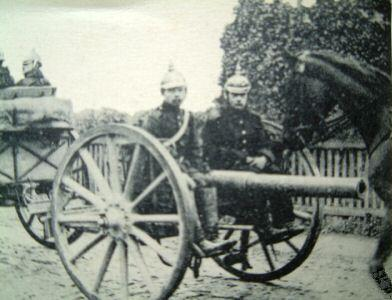
Германское буксируемое орудие, Первая мировая война.

Буксируемое орудие (БО) — несамоходное артиллерийское орудие на колёсном или гусеничном лафете. 
Перемещение орудия осуществляется с помощью специализированного тягача, автомобиля, упряжных животных (лошадей, мулов или ослов), либо силами расчёта. Обычно колёсный ход является неотъемлемой частью такого орудия, однако некоторые образцы буксируемых орудий имеют съёмный колёсный ход. Для перемещения орудия его необходимо перевести в походное положение, а по окончании перемещения перед стрельбой — выполнить обратную операцию: перевести в боевое положение.

## Достоинства и недостатки
Достоинствами БО является возможность транспортировки практически любым транспортом. При этом после установки на позицию, транспортное средство высвобождается для других целей и задач. По сравнению с самоходными орудиями, их буксируемые аналоги отличаются меньшими массогабаритными показателями, большей скрытностью, существенно меньшей стоимостью, большей надёжностью, широкими возможностями переброски по воздуху посадочным, парашютным или подвесным к вертолёту способами.
Недостатком является невозможность перемещения орудия на другую позицию, находящуюся на достаточном удалении, без помощи буксировочной техники или животных. В то же время самоходные орудия на равнинной местности значительно более мобильны, быстрее переводятся в боевое положение, а также обеспечивают лучшую защиту для расчёта.
В настоящее время по сравнению с серединой XX века доля буксируемых орудий существенно сократилась. В то же время по причине своей дешевизны простоты использования и надёжности буксируемые орудия продолжают активно использоваться в различных вооружённых конфликтах.

## Галерея

Буксируемые гусеничными транспортёрами (Паровые гусеничные трактора образца 1900-х годов, предположительно трактора американские, «Холт-Катерпиллер»). английские тяжёлые гаубицы на германо-английском фронте Первой мировой войны во Франции (1916, Журнал Нива, № 48, за 1916 год, осень.)
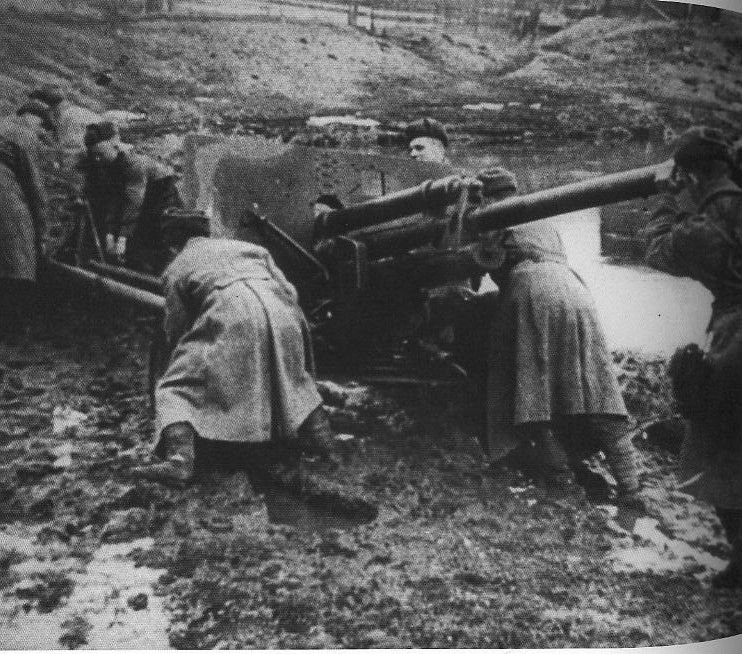
«Артиллерия — бог войны!», Великая Отечественная война, 76,2-мм дивизионное орудие ЗИС-3.
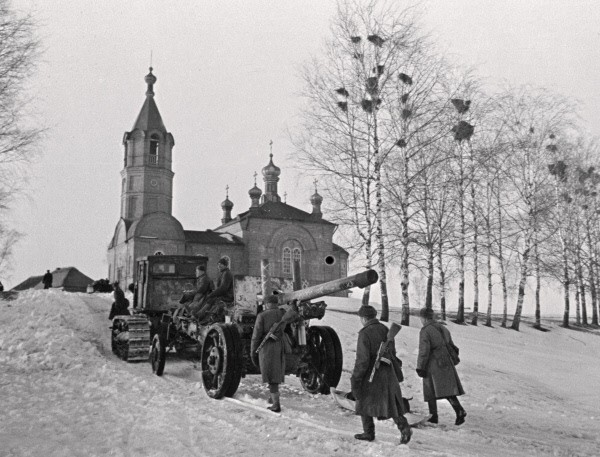
Дивизион артиллерийского полка на марше, март 1943 года.
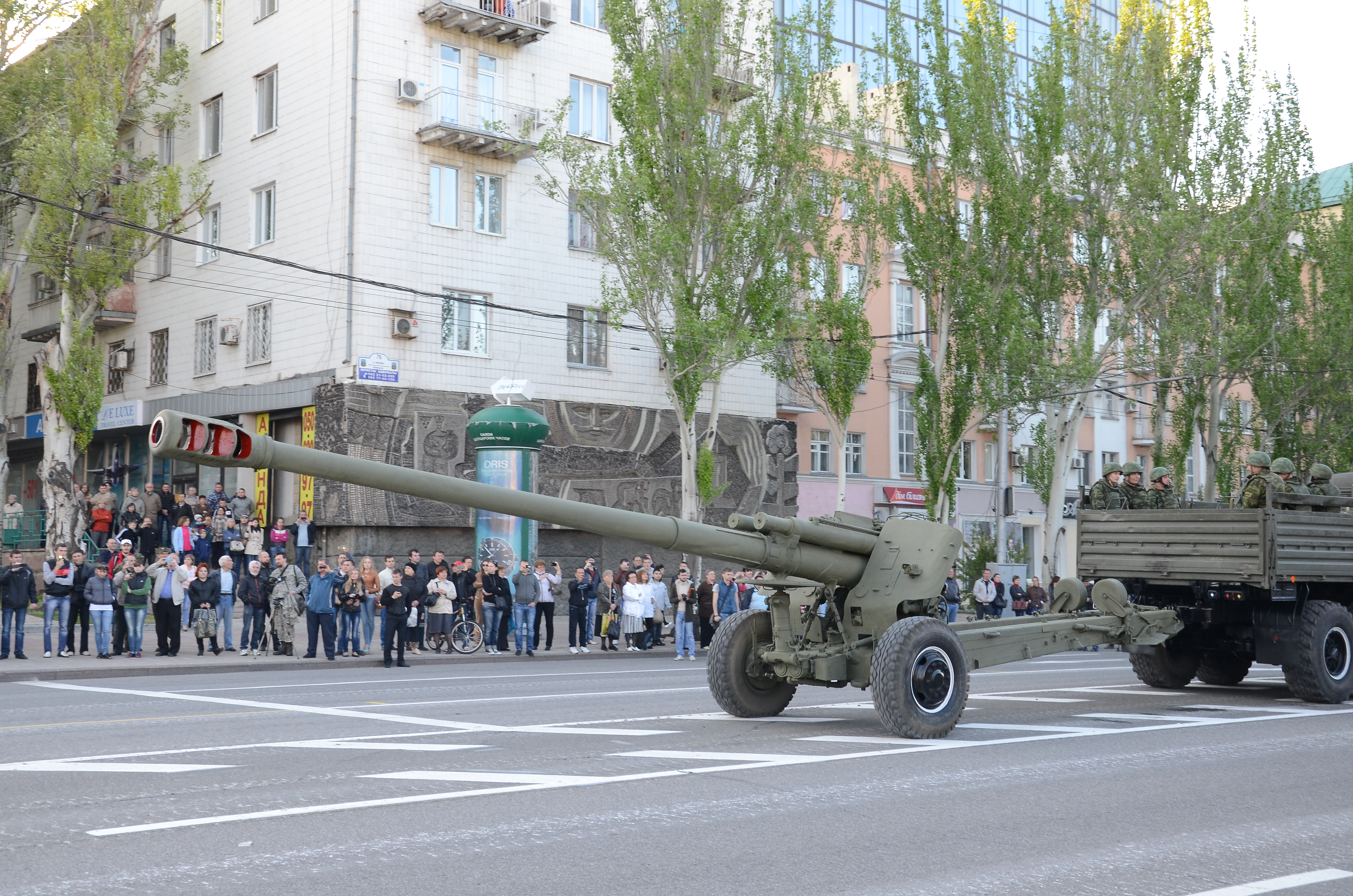
2А65 в буксируемом положении.